# The Screen Behind the Mirror
The Screen Behind the Mirror – czwarty album studyjny zespołu Enigma, wydany w 1999 przez wytwórnię Virgin Germany. Z płyty pochodzą dwa single: Push The Limits oraz Gravity of Love. Album nadaje nowe, odmienne brzmienie  Enigmie, a zarazem powraca do poprzednich wydań - stąd w utworach dużo nawiązań do pierwszego albumu (MCMXC a.D). Nastrojowy charakter albumu nadaje chór i fletnia pana - instrument często wykorzystywany w twórczości Enigmy.

## Lista utworów
1. The Gate [02:03]
2. Push The Limits [06:27]
3. Gravity Of Love [04:01]
4. Smell Of Desire [04:55]
5. Modern Crusaders [03:51]
6. Traces (Light And Weight) [04:13]
7. The Screen Behind The Mirror [03:59]
8. Endless Quest [03:07]
9. Camera Obscura [01:39]
10. Between Mind & Heart [03:59]
11. Silence Must Be Heard [05:20]

## Single
- 1999 - "Gravity of Love" (Virgin Schallplatten GmbH)
- 2000 - "Push the Limits" (Virgin Records)

## Autorzy
- Michael Cretu (znany jako Curly M.C.) – producent nagrań, muzyka, teksty, wokal
- Sandra – głos
- Andru Donalds – śpiew
- Ruth-Ann Boyle – śpiew
- Jens Gad - gitara
- Elisabeth Houghton - głos (utwory 1 i 2)
- David Fairstein - teksty